# Roque González (gobernador)
Roque González (Comodoro Rivadavia, 27 de marzo de 1918 - Buenos Aires, 19 de marzo de 1987) fue un escribano y político argentino que ejerció como gobernador de la Provincia del Chubut entre 1963 y 1965, siendo el segundo gobernador electo (descontando la elección anulada de Raúl Riobóo) y el primero en haber nacido en la provincia. Fue suspendido del cargo por juicio político desde 14 de octubre de 1965.

## Biografía
Nacido en Comodoro Rivadavia, cursó sus estudios en la Capital Federal, donde se recibió de escribano público en 1940. De regreso en su ciudad natal, donde ejerció su profesión, en 1948 se casó con Ercilia Galina, y fue presidente de la Sociedad Cooperativa Popular Limitada, encargada de proveer electricidad a la ciudad.
Afiliado a la Unión Cívica Radical, tras el cisma de 1957 se enroló en la Unión Cívica Radical del Pueblo; su tío político, Jorge Galina, fue elegido primer gobernador de la recién formada provincia del Chubut por la rival Unión Cívica Radical Intransigente. González fue miembro de la Convención Constituyente provincial.
En las elecciones de julio de 1957 triunfó la fórmula de la UCRP, formada por Roque González y Atilio Viglione, que asumieron su cargo el 12 de octubre de ese año. Su gestión estuvo marcada por los enfrentamientos entre las dos líneas principales del radicalismo, que seguían respectivamente al presidente Arturo Illia y al presidente del partido, Ricardo Balbín.
En marzo de 1965 se realizaron las elecciones para renovar dos diputados nacionales, obteniendo la UCR una ajustada victoria —de apenas 532 votos— sobre el partido neoperonista Unión Popular, y resultando elegido un diputado de cada partido. Las reacciones respecto a esta elección fueron divergentes: el diputado electo por UP advirtió a sus seguidores que podría haber un despido en masa de trabajadores sindicados como peronistas, mientras el vicegobernador se enfrentó con González, acusándolo de ser el responsable de haberse perdido una banca, y los diputados oficialistas se ausentaron de varias sesiones de la Legislatura provincial, incluso de la sesión inaugural de la misma, en rechazo al discurso de González. A continuación se produjeron una serie de denuncias sobre manejos irregulares en el Banco de la Provincia, especialmente en cuanto a créditos otorgados al vicegobernador Viglione; cuando el gobernador intervino el Banco, fue denunciado por la irregular intervención de un organismo autárquico. En el mes de julio, la Legislatura rechazó las acusaciones contra Viglione, restituyó la autarquía al Banco de la Provincia e inició un juicio político al gobernador González por irregulares manejos de fondos provenientes de la venta de acciones de YPF, por integración irregular de su gabinete y presunta violación de la Constitución provincial.

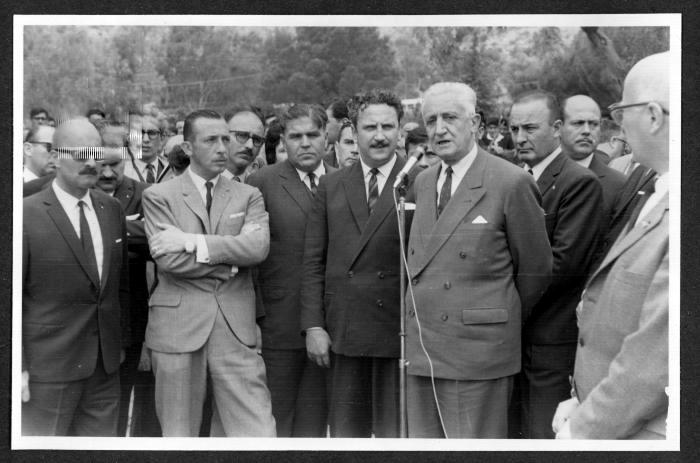
Discurso en Comodoro Rivadavia correspondiente al Día del Petróleo, acompañado por el entonces Presidente Illia, el Director de YPF, Dr. Facundo Roberto Suárez y el Administrador del Yacimiento Comodoro Rivadavia, Dr. Anselmo.

Mientras el juicio político se desarrollaba, los partidos de la oposición pidieron la nulidad del mismo, mientras que el peronismo y la UCRI exigían al oficialismo resolver el problema cuanto antes, acusando a todos los sectores radicales por igual al gobernador y a los legisladores radicales. Tras una serie de acusaciones cruzadas, en el mes de septiembre renunció el vicegobernador Viglione. Finalmente, el 14 de octubre se decidió la suspensión del gobernador por 30 días, reemplazado como interino por el diputado Armando Knischnik. González respondió acatando la suspensión, pidiendo la intervención federal de su provincia —que no prosperó— y renunciando a su afiliación a la UCRP.
Habiendo renunciado Viglione, asumió el cargo de gobernador el diputado provincial Armando Knischnik. El 6 de noviembre, la Legislatura depuso a González, aunque solo por la venta de las acciones de YPF. El 12 de noviembre renunció a su vez Knischnik, asumiendo el cargo el diputado Manuel Pío Raso.
En el mes de noviembre, González renunció a la Unión Cívica Radical; el 13 de noviembre fundó, en la ciudad de Esquel, el Partido Acción Chubutense, formado inicialmente por sesenta convencionales, que fue legalmente constituido el 15 de enero siguiente. En las elecciones a gobernador del año 1973 fue candidato a gobernador por el PACH, obteniendo el segundo lugar por detrás del candidato del Frente Justicialista de Liberación, Benito Fernández.
A fines de 1966, González fundó la Editorial El Chenque, y en junio de 1967 comenzó a editar el Diario Patagónico.
Dirigió al PACH prácticamente hasta su fallecimiento, ocurrido en Buenos Aires en 1987. Su hijo Roque es diputado provincial y ha sido el principal dirigente del PACH desde la muerte de su padre.